# Pariambia aprepes
Pariambia aprepes là một loài bướm đêm trong họ Noctuidae.